# Elizabeth Lane
Elizabeth Kathleen Lane, DBE (* 9. August 1905 in Bowdon, England; † 17. Juni 1988 in Winchester, England) war eine englische Anwältin und Richterin. Sie war die erste Frau, die als Richterin am County Court ernannt wurde und die erste weibliche Richterin am High Court in England.

## Leben und Werk
Lane war das zweite von drei Kindern von Kate May Wilkinson und dem Mühlenbesitzer Edward Alexander Coulborn. Sie wurde zu Hause erzogen und lebte 1913 ein Jahr mit ihrer Familie in der Schweiz. Nach ihrer Rückkehr nach England besuchte sie die Twizzletwig School in Hindhead, Surrey, und dann das Malvern Girls’ College, bevor sie sich gegen ein Studium entschied.
1924 lebte sie für ein Jahr mit ihrem Bruder in Montreal. Dort lernte sie Randall Lane kennen, den sie am 14. Januar 1926 in Didsbury heiratete und mit ihm nach Manchester zog. Ihr einziger Sohn wurde 1928 geboren und erlitt infolge von Epilepsie eine Hirnschädigung und starb im Alter von 14 Jahren.
1936 beschloss ihr Ehemann Rechtsanwalt zu werden und sie studierten beide gleichzeitig Rechtswissenschaften. Im November 1937 wurde sie studentisches Mitglied des Inner Temple.  Sie legte im Oktober 1939 ihre Abschlussprüfungen ab und wurde im Sommer 1940 als Rechtsanwältin zugelassen. Sie praktizierte in dem Midland Circuit und spezialisierte sich auf Zivilarbeit.
1948 wurde sie zum Mitglied des Untersuchungsausschusses des Innenministeriums ernannt, um die Verwendung von Zeugenaussagen in Strafprozessen zu untersuchen. 1950 wurde sie nach Rose Heilbron und Helena Normanton zur dritten weiblichen Kronanwältin in England ernannt. Sie war von 1953 bis 1961 Assistant Recorder von Birmingham, 1960 war sie Vorsitzende des Mental Health Tribunals und 1961 Commissioner of the Crown in Manchester. Von Ende 1961 bis 1962 war sie Recorder von Derby (Derbyshire).
1962 wurde sie zur ersten Richterin am County Court ernannt. 1965 wurde sie die erste Frau im High Court und ihr wurde die Nachlass-, Scheidungs- und Admiralitätsabteilung zugeteilt, die später zur Familienabteilung wurde. 1966 wurde sie die erste weibliche Benchler eines Inn of Court.
Von 1971 bis 1973 war sie Vorsitzende eines Ausschusses, der die Funktionsweise des Abtreibungsgesetzes untersuchte und sie verfasste den Großteil des ersten Bandes des Berichts.
Ihr Ehemann wurde Rechtsberater des British Council und starb 1975. Lane ging 1979 in den Ruhestand und zog nach Winchester. Nach der Pensionierung 1979 wurden ihre Roben an Margaret Booth übergeben, die im selben Jahr zur Richterin am High Court ernannt wurde.

## Auszeichnungen und Ehrungen
- 1962: Dame Commander of the Order of the British Empire
- 1986: Ehrenmitglied des Newnham College in Cambridge
- Ehrenmitglied des Western Circuit

## Veröffentlichungen
- Hear the other side: audi alteram partem. London 1985.